# 羅曼什河
羅曼什河（發音：[ʁɔmɑ̃ʃ] ⓘ）是法國上阿尔卑斯省与伊泽尔省的河流，是德拉克河的右支流，河道全長78千米，流經拉格拉沃、瓦桑堡和维济勒，河口處在德拉克河畔尚。

## 外部連結
- http://www.geoportail.fr （页面存档备份，存于）
- Sandre数据库中的罗曼什河